# Acholiland

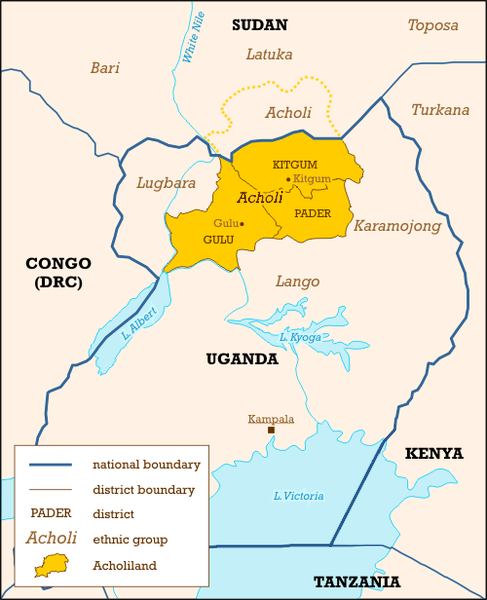
Acholiland

Acholiland – terytorium w północnej Ugandzie zamieszkane przez lud Acholi.
W styczniu 1986 obalony został pochodzący z plemienia Acholi prezydent Ugandy Tito Okello, co zaowocowało wybuchem w sierpniu 1986 powstania na północy kraju, na czele którego stanął Joseph Kony. Dowodzona przez niego Armia Bożego Oporu zajęła zamieszkane przez Acholi prowincje Gulu, Kitgum i Pader.
W 1988 Joseph Kony ogłosił się prorokiem wezwanym przez Ducha Świętego do podbicia Ugandy i zaprowadzenia prawa dziesięciu przykazań.
Kiedy zmęczona wojną ludność zaczęła dążyć do pokoju z Ugandą, Kony ogłosił lud Acholi narodem grzeszników i rozpoczął czystki etniczne.
W religijnym państwie Kony’ego do dziś trwa terror. Armia Bożego Oporu składa się w większości z dziesiątek tysięcy dzieci porywanych przez bojowników.